# Resident Evil: The Darkside Chronicles
Resident Evil: The Darkside Chronicles is een computerspel ontwikkeld door Capcom en Cavia, en uitgegeven door Capcom voor de Wii. De rail shooter is uitgekomen in de VS op 17 november 2009 en in Europa op 27 november 2009. In Europa is het spel ook gebundeld met een Wii Zapper.

## Plot
Het spel draait om de persoonlijke verhalen in de Resident Evil-serie en is een navertelling van de gebeurtenissen uit Resident Evil 2 en Resident Evil Code: Veronica met een aanvullend hoofdstuk.
In het Resident Evil 2-gedeelte bestuurt de speler protagonist Leon S. Kennedy en Claire Redfield. In het Code: Veronica-gedeelte bestuurt men Claire Redfield die wordt bijgestaan door Steve Burnside, en later haar broer Chris Redfield.

## Spel
Het spel is een rail shooter waarin de speler vanaf een vooringesteld pad vijanden moet beschieten. Spelers gebruiken voor de besturing de Wii Remote om te richten. Men kan zowel met een computergestuurde partner spelen of met een tweede persoon in co-op-modus.
Aan het eind van elk level wordt de speler beoordeeld op zijn of haar prestaties. De eindscore is afhankelijk van het aantal gedode vijanden, vernietigde objecten, de hoeveelheid opgelopen schade en de speeltijd.

## Ontvangst
| Recensiescore       | Recensiescore |
| Recensieverzamelaar | Score         |
| ------------------- | ------------- |
| Metacritic          | 75%           |
| Publicist           | Score         |
| 1UP.com             | A-            |
| GameSpot            | 6             |
| IGN                 | 8,1           |

Resident Evil: The Darkside Chronicles ontving positieve recensies. Men prees het grafische gedeelte, de muziek en duurzaamheid van het spel. Kritiek was er op de camera in het spel en het verwarrende verhaal voor nieuwe spelers in de serie.
In Japan zijn er 73.000 exemplaren verkocht en in Frankrijk ging het spel 16.000 keer over de toonbank.
Op aggregatiewebsite Metacritic heeft het spel een verzamelde score van 75%.